# Claudio Ranieri
Claudio Ranieri (født 20. oktober 1951) er en italiensk fodboldtræner og tidligere spiller. Han er nuværende træner for italienske Roma og har tidligere trænet en række topklubber i forskellige lande. 
Hans største bedrift er uden tvivl, at han i 2016 førte Leicester til klubbens første engelske mesterskab nogensinde. Han har derudover stået i spidsen for klubber som Cagliari, Napoli, Fiorentina, Parma, Juventus og Inter i sit hjemland, Valencia og Atlético Madrid i Spanien, Monaco og FC Nantes i Frankrig, Chelsea og Fulham i England samt det græske landshold.
Som spiller var Ranieri forsvarsspiller og spillede størstedelen af sin karriere i den lille klub Catanazaro.

## Spillerkarriere
Som indfødt romer skrev Raniero sin første professionelle kontrakt med Roma, men i sine to sæsoner i klubben opnåede han blot seks kampe på det bedste hold; undervejs var han en måned udlejet til Siracusa. I 1974 kom han til Catanzaro, der, mens han spillede i klubben, i flere omgange spillede i Serie A og blandt andet i 1979 nåede sin hidtil bedste placering som nummer ni. Efter otte sæsoner i klubben skiftede Ranieri til Catania, hvor han spillede i to sæsoner, inden han afsluttede sin spillerkarriere med to sæsoner hos Palermo. I sin karriere var han fire gange med til at rykke op (to gange for Catanzaro og en gang for henholdsvis Catania og Palermo).

## Trænerkarriere

### De første år
Efter at have trænet amatørerne i Vigor Lamezia fik Claudio Ranieri sit første professionelle trænerjob hos Campania Puteolana, en mindre klub i byen Pozzuoli. Det var imidlertid i Cagliari, han skabte sig et navn som træner, idet han stod i spidsen, da klubben på blot to sæsoner rykkede op fra Serie C1 til Serie A. Efter tre sæsoner på Sardinien skiftede Ranieri til Napoli, hvor han var i to sæsoner. Trods en placering som nummer fire i Serie A lykkedes det ham ikke at vinde nogle titler til klubben, men han var dog ansvarlig for at finde en afløser for Diego Maradona i Gianfranco Zola som en ny stjernespiller. I 1993 skiftede han til Fiorentina, som han i sin første sæson skaffede oprykning til Serie A. Han havde også de følgende sæsoner succes med henholdsvis sejr i pokalturneringen og supercuppen i 1996. I 1997 flyttede Ranieri for første gang til en udenlandsk klub, idet han overtog roret i Valencia C.F. Han var træner i klubben til 1999 og førte den til en fjerdeplads i La Liga med kvalifikation til Champions League til følge samt sejr i Copa del Rey i 1999.
Efter disse præstationer var Ranieri en populær mand og gives ofte æren for at have bragt Valencia på sporet til de følgende års succes i La Liga og Champions League. Det var ham, der bar en række af klubbens ungdomsspillere frem til succes, heriblandt Gaizka Mendieta, Miguel Ángel Angulo og Javier Farinós, og han stod bag køb af nogle spillere, der skulle komme til at blive meget populære på Mestalla, som målmanden Santiago Cañizares. Ranieri forlod Valencia i 1999 til fordel for jobbet som træner i Atlético Madrid. Imidlertid havde klubben store økonomiske vanskeligheder og blev sat under administration. Dette smittede af på spillet, og da klubben kom til at ligge faretruende tæt på nedrykningsstregen, valgte Ranieri at sige op for at komme en fyring fra klubdirektør Jesús Gil i forkøbet. Atlético undgik efterfølgende ikke nedrykning.

### Chelsea
Ranieri blev cheftræner for Chelsea F.C. 18. september 2000 og sad til maj 2004. I hele sin tid i London kæmpede han med sprogproblemer, for da han kom til byen, kunne han kun tale lidt engelsk. Heldigvis for ham havde klubben nogle spillere, der kunne tale spansk og/eller italiensk og kunne hjælpe ham med at oversætte på træningsbanen. Ranieris første sæson i Chelsea bød på blandede resultater, og holdet endte på en sjetteplads, hvilket gav adgang til UEFA Cuppen. Ranieri havde fået besked på at sænke aldersgennemsnittet på holdet og arbejdede på at genopbygge Chelsea i sommeren 2001, hvor han basalt set hentede en ny midtbane med Frank Lampard fra West Ham, Emmanuel Petit og Boudewijn Zenden fra Barcelona samt Jesper Grønkjær fra Ajax. Han købte desuden forsvareren William Gallas fra Olympique Marseille og brugte i alt £30 millioner.
Han blev dog kritiseret både for at sælge publikumsfavoritten Dennis Wise og for at præstationerne i ligaen ikke rigtig blev forbedret i forhold til den foregående sæson. De sluttede igen på sjettepladsen, men nåede dog FA Cup-finalen, hvor det blev til et 0-2-nederlag til Arsenal. I 2002-03-sæsonen og i det meste af sin tid i klubben blev Ranieri beskyldt for at rotere for meget med spillerne på holdet, hvilket indbragte ham navnet "the Tinkerman" fra de engelske medier. Chelsea sluttede sæsonen godt af og sikrede sig kvalifikation til Champions League med en 2-1 sejr over Liverpool i sæsonens sidste kamp. Ranieris indsats, der blev til på en sæson, hvor klubbens finansielle situation var vanskelig, og hvor man kun hentede Enrique de Lucas fra Espanyol på fri transfer, blev meget værdsat af både fans og medier. I tilgift fik Ranieri det bedste ud af spillere som Samuele Dalla Bona og Mario Stanić, lige som han udviklede nye talenter som John Terry, Robert Huth og Carlton Cole.
Da Chelsea i 2003 blev overtaget af den russiske milliardær Roman Abramovitj, fik Ranieri rådighed over en stor sum penge til at købe spillere for, men han oplevede også, at hans job var truet. Få dage efter overtagelsen blev Abramovitj set i samtale med Englands landstræner Sven-Göran Eriksson. Skønt klubben benægtede, at Eriksson skulle blive ny træner med det samme, kom rygterne herom til at ride Ranieri som en mare gennem hele sæsonen. Ranieri købte spillere for £120 millioner i sommeren 2003. Blandt de nye spillere var den irske kantspiller Damien Duff, der blev købt for £17 millioner, klubrekord på det tidspunkt, de unge englændere Wayne Bridge, Joe Cole og Glen Johnson, argentinerne Juan Sebastián Verón og Hernán Crespo, franskmanden Claude Makélélé og den rumænske stjerne Adrian Mutu. De voldsomme investeringer var med til at skaffe klubben den bedste ligaplacering i 49 år, da det blev til sølvmedaljer efter efter Arsenal, der var det første hold i Premier Leagues historie til at gennemføre en sæson uden nederlag. Dette resultat gav automatisk Chelsea plads i Champions League. Klubben nåede desuden semifinalen i Champions League. Undervejs havde Chelsea slået Arsenal ud, men Ranieris job kom alligevel i fare på grund af semifinalenederlaget til Monaco, hvilket træneren fik en stor del af skylden for på grund af flere besynderlige udskiftninger og taktiske ændringer.
I denne sæson satte Chelsea klubrekorder med det laveste antal mål, modstanderne scorede, og det højeste antal point opnået på en sæson. Den tidligere engelske landsholdsspiller og fodboldkommentator David Platt brugte Ranieri som eksempel på sin tanke om, at "det at skabe et hold, der kan blive mestre, og faktisk lede det til at blive mestre, er to helt forskellige ting." Den 31. maj 2004 blev Ranieri efter næsten et års spekulationer, der inkluderede klubbens meget omtalte kurtisering til Eriksson, løst fra sin kontrakt, og jobbet gik i stedet til José Mourinho, som havde ført Porto til flere europæiske triumfer.
I Ranieris fire sæsoner i Chelsea forbedrede holdet sig pointmæssigt fra år til år. Kernen på det hold, der under Mourinho skulle komme til at vinde to engelske mesterskaber, heriblandt John Terry, William Gallas, Wayne Bridge, Claude Makélélé og Frank Lampard, var alle hentet til klubben eller udviklet af Ranieri. I sine sidste måneder i klubben opdagede han endvidere Didier Drogba og Arjen Robben, der blev hentet til Chelsea og begge blev nøglespillere i klubben.
Ranieri udgav i september 2004 bogen Proud Man Walking, der beskrev hans sidste år i Chelsea. Indtjeningen herfra gik børnehospitalet Great Ormond Street Hospital i London.

### Valencia
Den 8. juni 2004 vendte Ranieri tilbage til Valencia, hvor han fik en treårig kontrakt. Ranieri overtog trænersædet, efter at Rafael Benitez, der havde ført Valencia til to sejre i La Liga samt sejr i UEFA Cuppen, havde sagt sin stilling op for at overtage pladsen i Liverpool. Ranieri foretog en række indkøb af spillere fra den italienske Serie A, heriblandt Marco Di Vaio, Stefano Fiore, Bernardo Corradi og Emiliano Moretti. Efter en fremragende start, hvor holdet fra Mestalla hentede 14 ud af 18 mulige point og besejrede Porto i den europæiske Super Cup, fik Valencia en dårlig periode fra oktober. Holdet vandt kun én ud af de følgende syv kampe og blev blandt andet slået ud af Champions League, til dels som følge af et 1-5 nederlag til Inter, hvori midtbanespilleren Miguel Ángel Angulo blev vist ud for at have spyttet på en modstander. Efter en kort opblomstring røg Valencia ind i en stime på seks kampe uden sejr fra midt i januar. Ud over at være upopulær for sine italienske indkøb blev Ranieri også kritiseret for ikke at bruge den argentinske spilfordeler Pablo Aimar og for gentagne ændringer i holdopstilling og taktik, der blev lidt at et ekko fra Chelsea-tiden. Han blev fyret 25. februar 2005, efter at Valencia var blevet slået ud af UEFA Cuppen af Steaua Bukarest. Valencia lå på sjettepladsen i ligaen ved Ranieris fyring. Quique Sánchez Flores blev i juni 2005 udnævnt til Valencias næste permanente træner. Forud for dette havde Ranieri modtaget £3 millioner for fyring i utide.

### Parma
Den 12. februar 2007, på dagen efter 23. spilledag i Serie A, blev Ranieri præsenteret som ny træner i Parma efter fyringen af Stefano Pioli. Den første kamp med ham ved roret blev tabt til Sampdoria med 0-1, men derefter fik Ranieri sikret en række imponerende bedrifter i nedrykningskampen med 17 point i 10 kampe (i sammenligning med hans forgængers 15 point i 23 kampe), herunder en uventet 4-3 sejr ude over Palermo, der medførte at dette hold fyrede sin træner Francesco Guidolin. De fine resultater fortsatte til sæsonens slutning, og Parma undgik klart at rykke ned, idet man med en 2-1-sejr over Empoli i sidste runde sluttede på en 12. plads i Serie A. Efter at have sikret Parmas forbliven i Serie A blev Ranieri på rygtebasis koblet med en række klubber, som Fulham, Manchester City og Palermo. Den 31. maj meddelte Parma, at Ranieri ikke fortsatte i klubben.

### Juventus
Ranieri blev 4. juni 2007 præsenteret som Juventus' nye træner, idet han underskrev en treårig kontrakt med klubben, gældende fra 1. juli samme år. I denne klub købte Ranieri navne som Vincenzo Iaquinta fra Udinese og Zdeněk Grygera fra Ajax. Hans første sæson i Juventus var relativt succesfuld, idet han førte holdet til en tredjeplads, blot én sæson efter at de havde spillet i Serie B, kvalificerede holdet til Champions League og sluttede sæsonen med en delt førsteplads for flest scorede mål i ligaen. I august 2008 kom Ranieri i en fejde på ord med Inters nye manager, José Mourinho, som fire år forinden havde afløst ham i Chelsea. Han udnævnte Inter til Juventus' største konkurrent i Serie A. Juventus indledte sæsonen stærkt og besejrede blandt andet Real Madrid i begge kampe i den indledende pulje i Champions League og vandt dermed puljen, men Torino-klubben tabte dog senere i ottendedelsfinalen til Ranieri gamle klub fra Chelsea. Efter at Juventus havde været hårdt ramt af skader og ikke vandt i syv kampe i træk i en to-måneders periode, hvorved Juventus faldt ned til en tredjeplads, gik rygterne om, at Ranieri var hårdt presset i trænersædet, og mange fans kritiserede offentligt holdet og i særdeleshed Ranieri. Spekulationerne sluttede, da bestyrelsen efter et hastemøde 18. maj 2009 fyrede Ranieri, da Inter netop var sikre på at blive mestre. Han blev erstattet af ungdomstræneren Ciro Ferrara. Ranieri havde også ført Juventus til semifinalen i Coppa Italia, hvor holdet blev slået af de senere vindere fra Lazio. Juventus sluttede sæsonen som sølvvindere, én plads bedre end sæsonen forinden.

### Roma
Den 1. september 2009 blev Ranieri ansat af Roma på en toårig kontrakt, hvor han afløste Luciano Spalletti, der havde sagt sin stilling op samme dag, efter at holdet havde indledt sæsonen med to nederlag. På den måde blev den romerskfødte Ranieri cheftræner i den klub, som havde været hans favorit siden barndommen. Under hans ledelse forbedrede klubben sig markant og kom snart ind i mesterskabskampen, hvilket for alvor blev klart, da Roma efter sejr over Mourinhos Inter nåede op og være blot ét point efter dette hold i runde 31. Efter sejr i de to følgende kampe og pointtab fra Inter overtog Roma førstepladsen i runde 33 med fem runder tilbage. Roma øgede sin serie som ubesejret til 23 kampe og holdt fast i førstepladsen efter et intenst lokalopgør med Lazio, hvilket gav 24 kampe som ubesejret. Ranieri blev hyldet i pressen for at have skiftet de lokale helte Francesco Totti og Daniele De Rossi ud i pausen, hvor Roma var bagud 0-1; holdet endte med at vinde 2-1 efter to mål i anden halvleg scoret af Mirko Vučinić. I sidste ende måtte Roma imidlertid se sig indhentet i ligaen og også slået i finalen i pokalturneringen, i begge tilfælde af treble-vindende Inter. Efter Romas 0-1-nederlag i finalen i Coppa Italia hånede Mourinho offentligt Ranieri ved at fortælle, at han havde vist sit hold filmen Gladiator for at motivere spillerne; dette førte til en kortvarig ordstrid mellem de to trænere. I begyndelsen af den følgende sæson tabte Ranieris hold igen til Mourinhos i den italienske supercup. Han sagde sin stilling op 20. februar 2011 efter en række dårlige resultater. Hovedet på sømmet kom med et 3-4-nederlag til Genoa, hvor Roma måtte se en 3-0-føring fordufte.

### Inter
Claudio Ranieri blev udpeget som ny cheftræner i Inter 22. september 2011, hvor han overtog sædet efter Gian Piero Gasperini, der havde tabt fire ud af de første fem kampe med holdet. Han fik en kontrakt gældende frem til 30. juni 2013. I den første kamp med ham ved roret vandt Inter 24. september med 3-1 over Bologna, hvilket var holdets første sejr i en betydende kamp i sæsonen, og sejren blev fulgt op af en udesejr på 3-2 over Lokomotiv Moskva i Champions League. I december 2011 og januar 2012 kom en stribe på syv sejre i træk i Serie A, heriblandt en meriterende 1-0-sejr over bysbørnene fra AC Milan, og pludselig begyndte man at regne Inter blandt kandidaterne til mesterskabet.
Imidlertid fulgte nu en række dårlige resultater (lige som stjernespilleren Thiago Motta skiftede til Paris SG), og holdets fortsatte Champions League-deltagelse hang i en tynd tråd efter et 0-1-nederlag til Olympique de Marseille i første kamp i ottendedelsfinalen. Spekulationerne om en fyring af Ranieri voksede og nåede et højdepunkt i pausen af Serie A-kampen mod Catania. Spekulationerne døde dog lidt hen efter en 2-0-sejr på udebane over Verona. Men 26. marts 2012 sagde Ranieri sin kontrakt op efter gensidig aftale med Inter efter et nederlag på 0-2 til Juventus, et resultat der sendte Inter ned på ottendepladsen i Serie A. En serie på blot to sejre ud af holdets seneste tretten samt elimineringen i Champions League til Olympique de Marseille kostede ham trænersædet i klubben.

### Monaco
Den 30. maj 2012 underskrev Ranieri en toårig kontrakt med AS Monaco, der på dette tidspunkt spillede i Ligue 2. Ranieri førte holdet til oprykning til Ligue 1, idet det blev til det første Ligue 2-mesterskab i historien for klubben. I den følgende sæson sikrede Ranieri holdet en meriterende andenplads med 80 point i Ligue 1 efter mestrene fra Paris Saint-Germain. Alligevel var Ranieris kontrakt ikke forlænget 20. maj 2014.

### Grækenland
Ranieri blev nu landstræner for Grækenland efter Fernando Santos' afgang efter VM i Brasilien. Ranieri skrev en kontrakt for to år til en værdi af £1,6 millioner. Han blev dog allerede fyret 15. november 2014, dagen efter det chokerende hjemmebanenederlag til miniputterne fra Færøerne.

### Leicester
Den 13. juli 2015 bekendtgjorde Leicester, at Claudio Ranieri blev klubbens nye cheftræner med en treårig kontrakt. I sin debut som træner for klubben blev det til en 4-2-sejr over Sunderland i sæsonåbningen 8. august 2015. Efter kampen fortalte Ranieri, at han havde motiveret sit hold til sejren ved at lade dem lytte til det lokale rockband Kasabian. Da Leicester i sæsonens tiende kamp for første gang undgik at lukke mål ind i en 1-0-hjemmesejr over Crystal Palace 24. oktober 2015, tiltrak Ranieri igen mediernes interesse ved at invitere spillerne ud på pizza og champagne. Den fine start på sæsonen betød, at Leicester lå på førstepladsen i Premier League til jul, og klubben havde scoret i samtlige 17 kampe. I denne serie satte angriberen Jamie Vardy ny Premier League-rekord ved at score i 11 på hinanden følgende kampe, en præstation Ranieri sammenlignede med Gabriel Batistutas fra 1994-95-sæsonen, hvor Ranieri trænede ham i Fiorentina.
Leicester overraskede alle iagttagere ved at holde fast i topplaceringen til slutningen af sæsonen efter med nød og næppe at have undgået nedrykning i sæsonen forinden. Overraskelsen blev til en mindre sensation, da holdet inden de to sidste runder sikrede sig det engelske mesterskab 2016 for første gang i klubbens 131-årige historie. Det var samtidig første gang, Ranieri vandt et nationalt mesterskab i sin lange karriere.
Den følgende sæson blev en gevaldig nedtur for Leicester, og i slutningen af februar valgte klubben at fyre Ranieri.

### FC Nantes
15. juni 2017 blev det offentliggjort, at Ranieri skulle være ny træner i den franske Ligue 1-klub FC Nantes.

### Fulham FC
14. november 2018 blev Ranieri afsløret som ny manager for Premier League-holdet Fulham efter fyringen af Slaviša Jokanović. I februar 2019 blev Ranieri fyret af klubben, og Scott Parker tog over som midlertidig træner.

### A.S. Roma
I marts vendte Ranieri tilbage til A.S. Roma, efter af klubben havde fyret Eusebio Di Francesco. Aftalen lød på, at han skulle have træneransvaret resten af sæsonen 2018-19 i klubben, han senest var træner for i 2011.